# Emetina
La emetina (del griego Έμετος, "vómito") es un alcaloide derivado de la ipecacuana (“raíz del Brasil”) y que se usó desde los comienzos del siglo XX como fármaco contra las amebas. Es integrante del jarabe de ipecacuana.

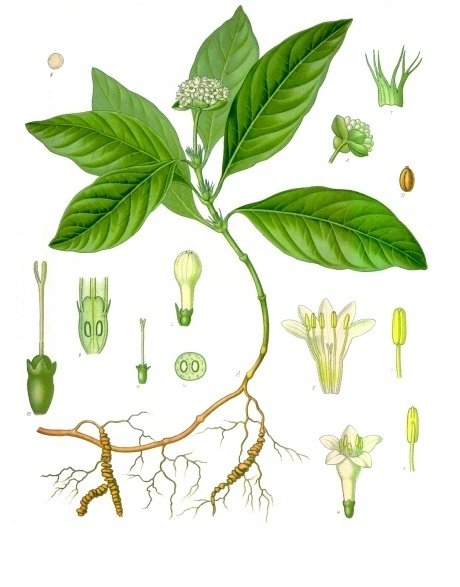
Ipecacuana (Carapichea ipecacuanha)

Fue aislada en 1817 por los químicos franceses Pierre Joseph Pelletier y Magendie.

## Acción como emético
Actúa tanto por irritación local como por estimulación irritante local en las vías digestivas y también en la zona de desencadenamiento de quimiorreceptores en el área postrema del bulbo raquídeo.

## Mecanismo de acción
"La emetina inhibe el alargamiento de cadenas de polipéptidos y la síntesis de proteínas en células eucariotas".

## Indicaciones
"La emetina se usó como amebicida sistémico de acción directa. Al igual que la deshidroemetina, alguna vez utilizó ampliamente para combatir la amibiasis intestinal invasora y grave y la amibiasis extraintestinal, pero ha sido sustituida por el metronidazol que tiene la misma eficacia y es más inocuo. Por tal razón, ninguno de los dos se utiliza, salvo que el metronidazol esté contraindicado. La deshidroemetina posee propiedades farmacológicas similares, aunque se le considera como un producto menos tóxico".

## Vía de administración
Se administra por vía Intramuscular o subcutánea, pero no por vía intravenosa debido a su toxicidad. Se concentra en hígado, riñón, bazo y pulmón.

## Reacciones adversas
Sus reacciones adversas son frecuentes; las más graves son las cardiovasculares: dolor precordial, disnea, taquicardia, hipotensión, ritmo de galope, cambios ECG, dilatación cardíaca con insuficiencia cardíaca y muerte. Puede producir náuseas, vómitos y diarrea, cefaleas, debilidad muscular, rigidez, dolor en el sitio de inyección, y reacciones urticariales.